# Ceinture de cuivre

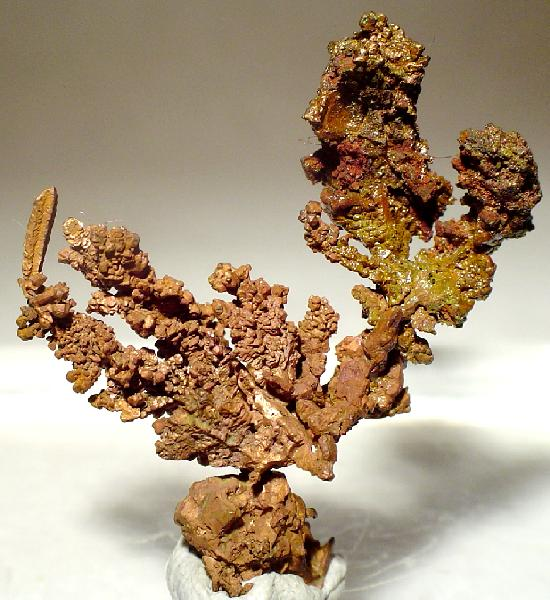
Cuivre de la mine de Mufulira.

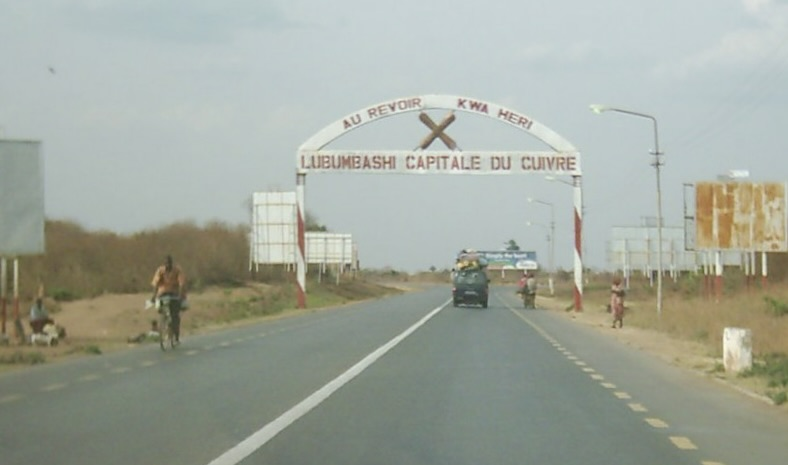
Lubumbashi fut le centre des activités de l'UMHK pour l'exploitation du cuivre.

La ceinture de cuivre,,, ou ceinture du cuivre (anglais : Copperbelt) est une région minière entre la province de Copperbelt en Zambie et l'ancienne province de Katanga en République démocratique du Congo. Comme son nom l'indique, elle produit essentiellement du cuivre.
Elle représente 10 % du produit intérieur brut (PIB), 10 % des recettes publiques et 70 % des recettes d’exportations de la Zambie.